# Cheney Racing
Cheney Racing és un fabricant de motocicletes britànic amb seu a Petersfield, Hampshire. Fundada per Eric Cheney, l'empresa fabrica motocicletes de motocròs d'alt rendiment, xassissos i kits de bastidors segons les especificacions del client.

## Desenvolupament

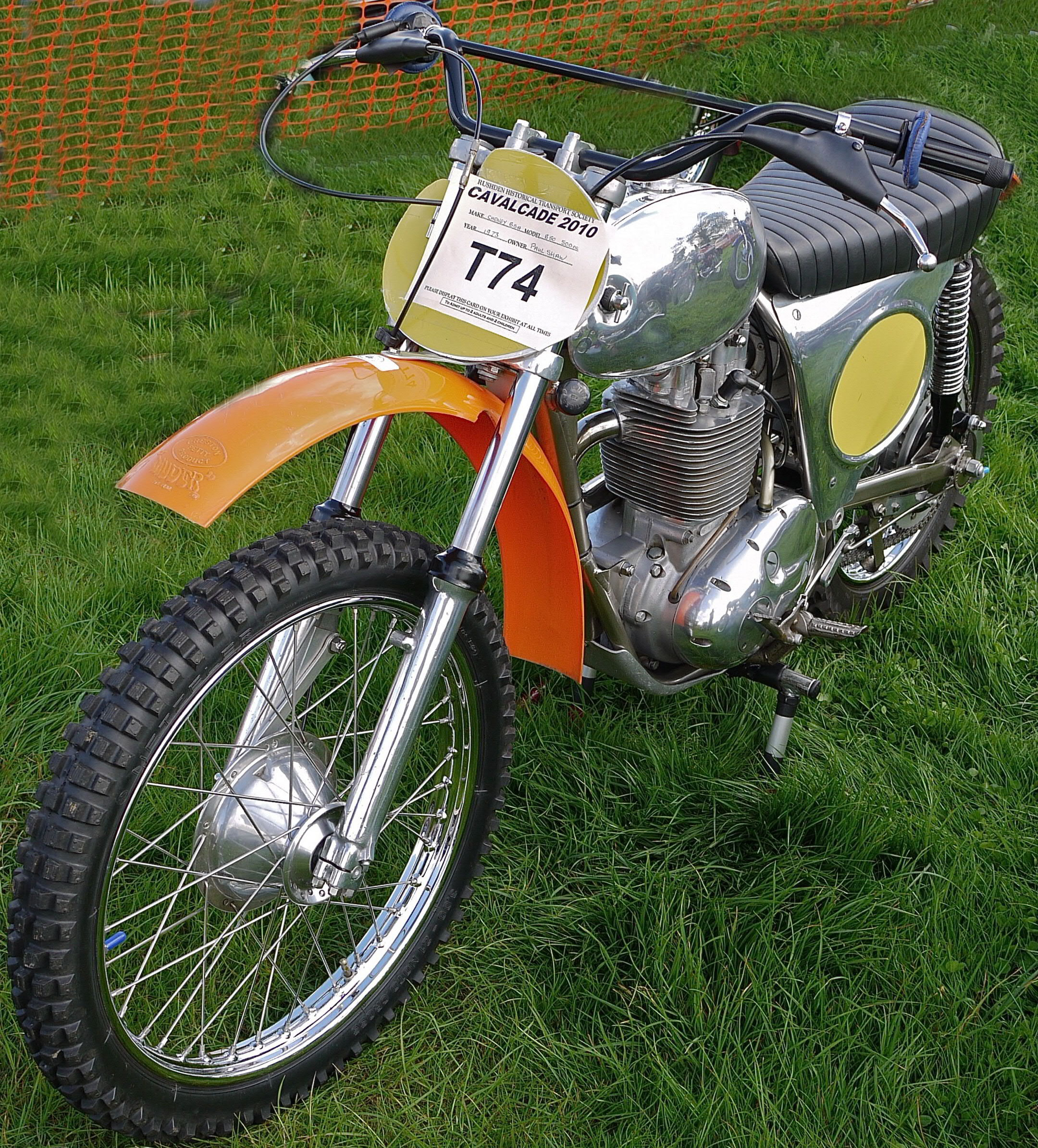
BSA B50 Victor 500 cc Cheney de 1973

El prestigiós enginyer Eric Cheney va desenvolupar una versió de competició lleugera d'una BSA Gold Star a la dècada del 1960 que va tenir èxit durant la del 1970. Amb una d'aquestes motos, John Banks va guanyar el campionat britànic de motocròs de 1973. Cheney no va treballar mai per a cap dels principals fabricants anglesos, però va mantenir una productiva relació amb BSA a la seva bona època. Després de la desaparició d'aquesta marca el 1972, Cheney es va associar amb l'antic pilot oficial de BSA John Banks per a desenvolupar l'un i pilotar l'altre motocicletes de motocròs equipades amb els motors d'aquell fabricant. La seva empresa es conegué originalment com a Eric Cheney Designs, després es va canviar el nom a Inter-Moto i actualment es coneix com a Cheney Racing. Eric Cheney va llegar les seves idees al seu fill Simon Cheney, també un experimentat pilot de competició. Cadascuna de les motocicletes construïdes a mà per l'empresa triga més de 400 hores laborals a completar-se.

## Equip Cheney als ISDT
A finals de la dècada del 1960, la indústria de la motocicleta britànica no va poder donar suport a l'equip estatal per als ISDT, de manera que Eric Cheney va construir a mà un nombre limitat de Cheney-Triumph fent servir el seu propi disseny de bastidor de doble bressol amb el motor Triumph 5TA especialment ajustat. Equipada amb eixos cònics, forquilles especials de motocròs i un gran dipòsit de combustible d'aliatge, la primera Cheney Triumph la va fer servir l'equip britànic del Trofeu als ISDT el 1968.
El 1970 i el 1971, l'equip britànic als ISDT va fer servir tres Cheney Triumph de 504 cc. Se'n van construir rèpliques, però la producció en va ser de curta durada a causa de l'escassetat d'aquests motors.

## Gamma de models
Tot i que cada motocicleta Cheney és diferent, moltes d'elles es basen en el motor BSA C15 de 250 cc o en la versió més gran de 500 cc. La companyia també fabrica kits de bastidors pintats en pols de color negre per a motors BSA C15, B25, B40, B44 i B50, així com kits de bastidors niquelats per a motors unitaris Triumph de 500 o 350 cc.